# Riomaggiore
Riomaggiore (Rimasùu) é uma comuna italiana da região da Ligúria, Província da Spezia, com cerca de 1 802 habitantes. Estende-se por uma área de 10 km², tendo uma densidade populacional de 180 hab./km². Faz fronteira com La Spezia, Riccò del Golfo di Spezia, Vernazza.

## Demografia
| Variação demográfica do município entre 1861 e 2011                               |
|                                                                                   |
| Fonte: Istituto Nazionale di Statistica (ISTAT) - Elaboração gráfica da Wikipedia |